# Dia da Língua Portuguesa e da Cultura Lusófona

Länder und Regionen, in denen Portugiesisch verbreitet ist. Hier wird der Dia da Língua Portuguesa e da Cultura Lusófona jedes Jahr am 5. Mai begangen.

Der Dia da Língua Portuguesa e da Cultura Lusófona (deutsch: Tag der portugiesischen Sprache und der lusophonen Kultur), häufig kurz Dia da Cultura Lusófona, ist ein Gedenktag für die Portugiesische Sprache und die Kultur der Lusophonie in den lusophonen Ländern, genauer den Staaten der Gemeinschaft der Portugiesischsprachigen Länder (CPLP). Er wird jährlich am 5. Mai begangen.
Der Gedenktag wurde am 20. Juli 2009 von der CPLP auf der 14. ordentlichen Versammlung des Ministerrats der Gemeinschaft von den Ministern aller damaligen Mitgliedsstaaten Angola, Brasilien, Guinea-Bissau, Kap Verde, Mosambik, Osttimor, Portugal und São Tomé und Príncipe eingeführt und seither in diesen Ländern begangen. Eine Vielzahl staatlicher, öffentlich-rechtlicher, kommunaler und privater Institutionen begehen dazu den Tag mit Veranstaltungen und Konferenzen, teils auch in anderen Gebieten, in denen die portugiesische Sprache verbreitet ist, etwa im chinesischen Macau, dem indischen Goa oder auch der spanischen Region Galicien, die mit ihrer Galicischen Sprache der portugiesischsprachigen Welt nahe steht. Daneben wird der Tag auch in den internationalen Niederlassungen und Lektoraten der Kulturinstitute Instituto Camões (Portugal) und Instituto Guimarães Rosa (Brasilien) von Veranstaltungen begleitet.
Im November 2019 proklamierte auch die UNESCO den 5. Mai als Dia Mundial da Língua Portuguesa, als Welttag der portugiesischen Sprache.